# Баталов, Амангали Габбасович
Амангали Габбасович Баталов (каз. Аманғали Ғаббасұлы Баталов, род. 16 января 1956 года) — деятель советских и казахских спецслужб, полковник, сотрудник группы «Альфа» КГБ СССР и спецподразделения «Арыстан» (отдел «А») Комитета национальной безопасности Республики Казахстан.

## Биография

### Начало военной карьеры
Окончил гражданский вуз и Московский Краснознамённый институт КГБ СССР имени Ю. В. Андропова (специалист по партизанской войне), прошёл курсы усовершенствования офицерского состава на спецкафедре института. С 1981 года проходил службу в органах КГБ СССР, был офицером спецподразделения при Первом главном управлении КГБ СССР. В 1986 году после крупномасштабных учений «Иртыш-86» вернулся в Казахстан.
В 1986—1989 годах был сотрудником личной охраны Первых секретарей Коммунистической партии Казахстана Динмухамеда Кунаева и Геннадия Колбина; сотрудником охраны Кунаева был в течение несколько месяцев, у Колбина проработал три года (был лишь одним из двух охранников Колбина). После перевода Колбина в Москву остался в Алма-Ате. В 1989—1990 годах — личный телохранитель Нурсултана Назарбаева, Первого секретаря Компартии и будущего первого президента Республики Казахстан (у Назарбаева тогда было всего двое охранников).

### Служба в региональном подразделении «Альфы»
В 1990 году Баталов был назначен заместителем командира по боевой части 12-го регионального подразделения группы «А» (спецподразделение «Альфа»), расположенного в Алма-Ате и отвечавшего за обеспечение безопасности в Казахской ССР, республиках Средней Азии, Алтайском крае и Тувинской АССР. Подразделением руководил полковник Виктор Зорькин. Первую операцию в составе «Альфы» Баталов провёл в Петропавловске как глава группы захвата, которая должна была нейтрализовать державшую в страхе город и близлежащие города преступную группировку. В ходе операции Баталов подъехал к подъезду главаря банды за рулём УАЗа, пытаясь сделать вид, что его автомобиль сломался. По ходу операции случайно рядом появился старик, который захотел помочь растерявшемуся водителю, и старика пришлось затолкать в машину, где была группа захвата. Преступники были задержаны без единого выстрела.
Одну из операций Баталов проводил в Москве, когда отряд должен был захватить банду чеченцев, занимавшихся покупкой оружия в Подмосковье. Преступники, однако, оказались предусмотрительными и взяли в заложники двух сотрудников «Альфы», удерживая их на вокзале в Москве. Чтобы выкурить бандитов, всю группу оперативников разделили на две части: одна должна была якобы встретиться с бандой для обсуждения сделки по покупке оружия и арестовать бандитов, другая — спасти заложников на вокзале. Обе группы справились со своими заданиями, а Баталов вернулся в Алма-Ату.

### Спецподразделение «Арыстан»
После распада СССР Баталов продолжил службу в отделе «А», образованном на основе этой группы и обеспечивавшем безопасность Президента Казахстана, которому этот отдел и подчинялся. Славу отряд обрёл 23 февраля 1992 года благодаря операции по освобождению в Чимкенте автобуса с заложниками. Тогда группа из шести уголовников-рецидивистов напала в специальном вагоне поезда «Москва — Ташкент» на трёх конвоиров, ранила их, захватила оружие и сбежала (один бандит был захвачен). Пятеро беглецов сели в рейсовый «Икарус» с 30 пассажирами, следовавший в Кзыл-Орду. Около посёлка Чиили водитель сообщил милицейскому патрулю о подозрительных пяти пассажирах, и ему дали команду ехать к автостанции, где их ожидала засада, однако нейтрализовать всю банду не удалось: были убиты один милиционер и один бандит, арестованы двое бандитов. Оставшиеся двое взяли в заложники пассажиров, потребовав крупную сумму денег и самолёт.
Оперативный штаб обратился за помощью к отделу «А», который был поднят по тревоге согласно плану «Набат». Было принято решение пообещать террористам предоставить самолёт Ан-24, который мог вылететь за границу из Чимкента: автобус должен был проследовать в этот город, а оперативники при заходе автобуса на территорию аэропорта должны были взять его штурмом. В течение ночи они проводили тренировку штурма автобуса. Однако бойцы отдела «А» понимали, что любое неверное действие могло стоить жизни заложникам: всего в заложниках находилось 5 мужчин, 7 женщин и ребёнок, а бандиты угрожали расстрелять пассажиров и выбросить их трупы наружу в случае штурма. Всей операцией руководил Баталов, и именно он предложил идею взять штурмом автобус. Оперативники приготовили засаду за стоящим возле ворот аэропорта автомобилем УАЗ, а один из сотрудников отдела «А», ехавший в милицейской машине сопровождения впереди колонны с автобусом, по радиостанции сообщал штабу о расстоянии между «Икарусом» и местом засады.
По расчётам Баталова, автобус мог двигаться с наименьшей скоростью именно при подъезде к аэропорту, а самолёт было решено выставить на видное место, чтобы привлечь внимание бандитов. Пытаясь заехать внутрь, «Икарус» лоб в лоб столкнулся с автоцистерной ЗИЛ-131, после чего группа захвата начала штурм автобуса со стороны правого и левого борта. В автобус врезалась поливальная машина, из-за чего бандиты потеряли равновесие и упали на пол; спецназовцы, разбив окна автобуса и бросив светошумовую гранату, ворвались в салон. Обоих оставшихся в салоне бандитов застрелили, из заложников никто не пострадал. Именно за эту операцию Баталов и ещё 12 оперативников были награждены Почётными грамотами Президента Республики Казахстан.
Отдел «А» позже стал известен как спецподразделение «Арыстан» в составе Комитета национальной безопасности Республики Казахстан: в 1992—1997 годах Баталов занимал пост заместителя командира этого спецподразделения. Всего Баталов участвовал в более чем 300 разных операциях. По его словам, его безуспешно пытались перекупить представители криминалитета, однако сами оперативники выходили в ответ на бандитов и предупреждали их, что если хотя бы один сотрудник пострадает, никто из бандитов не выживет.

### Спецподразделение «Сункар»
В 1997—2003 годах он проходил службу на должности заместителя командира спецподразделения «Сункар» в составе МВД Республики Казахстан: на пост его пригласило руководство МВД. В 2000 году внутри Службы охраны президента Республики Казахстан по инициативе Баталова было создано подразделение боевого прикрытия. Одной из крупнейших операций «Сункара» с участием Баталова стало освобождение трёх надзирателей, которых захватили 17 приговорённых к смертной казни зеков в камере смертников спецучреждения в Астане (в ходе нападения ещё один надзиратель был убит ударом заточки, а его тело выбросили на улицу). Оперативники «Сункара» вырвали решётку окна и пошли на штурм, арестовав всех бандитов. Операция осложнялась также тем, что в те дни в Казахстане проводилось совещание министров внутренних дел стран СНГ.

### Отставка
В 2003 году в возрасте 47 лет Баталов ушёл в отставку по состоянию здоровья. По некоторым данным, всего за свою карьеру Баталов принял участие в более чем 300 боевых операциях.
В 2006 году стало известно о возвращении Баталова в ряды «Арыстана», который в тот момент был в центре скандала: в феврале того же года в адрес бойцов отряда были предъявлены обвинения в похищении и убийстве бывшего министра информации Казахстана и посла Казахстана в России Алтынбека Сарсенбаева, а отдельные депутаты Парламента Республики Казахстан даже требовали распустить подразделение. В ноябре 2006 года Баталов сообщил, что провёл внеочередную аттестацию оперативников и уволил более 20 человек без права восстановления, которые не доказали свою готовность продолжать службу в новых условиях. В 2016 году стало известно, что Баталов займётся подготовкой полицейских Алматинской области, оказывая им содействие по боевой и служебной подготовке.

## Награды
- Орден «Айбын» I степени (13 декабря 2021)[10]
- Орден «Айбын» II степени[5][11]
- Шесть медалей[5], в том числе
  - Медаль «За безупречную службу» II и III степеней[11]
  - Медаль «70 лет Вооружённых Сил СССР»[11]
- Почётная грамота Президента Республики Казахстан[5]
- Почетный сотрудник Службы охраны президента Республики Казахстан[5]
- Заслуженный работник МВД Республики Казахстан[5]
- Нагрудный знак «Заслуженный ветеран»[8]

## Семья
Происходит из рода канжыгалы племени аргын.
Брат — Амандык Баталов, аким Алматинской области в 2014—2021 годах